# 古今亭今之助
古今亭 今之助（ここんてい いまのすけ）は、落語家の名跡。
- 昔家今の助 - 後∶四代目古今亭志ん生
- 古今亭今之助 - 後∶三代目柳亭痴楽
- 古今亭今之助 - 後∶四代目鈴々舎馬風
- 古今亭今之輔 - 後∶三代目三遊亭右女助